# Duck Dodgers in the 24½th Century
Duck Dodgers in the 24½th Century és un curtmetratge d'animació dirigit per Chuck Jones, amb guió de Michael Maltese, i produït per Warner Bros. Cartoons. El curt, creat el 1952, va ser estrenat el 1953 per The Vitaphone Corporation, la divisió de curtmetratges de Warner Bros. Pictures, com a part de la sèrie Merrie Melodies. El curtmetratge posa en escena Daffy Duck representant l'aventurer intergalàctic Duck Dodgers, secundat per Porky Pig qui fa d'el cadet de l'espai, qui tenen com a Nemesi Marvin el Marcià, el conquistador extraterrestre.

## Argument
La història conta les aventures de Duck Dodgers a la recerca de «l'Illudium Phosdex». Aquest rar element químic, àtom constitutiu de la crema per afaitar, no es troba enlloc més que sobre el misteriós «planeta X». Daffy Duck, acompanyat del seu «space cadet» (Porky Pig), fan investigacions sobre un mapa i deduït que cal passar per tots els planetes dels quals el nom és una lletra, i això per ordre alfabètic, per tenir èxit «naturalment» en aquest planeta X. Daffy Duck hi acaba aterrant. En pren ell possessió en nom de la Terra, en el moment en què Marvin el Marcià fa igualment en nom del planeta Mart. Els dos campions planetaris s'hauran d'enfrontar en un combat on l'ardit compta encara més que la força bruta.

## Animadors
- Lloyd Vaughan
- Ken Harris
- Ben Washam
- Maurice Noble (concepció i preparació)
- Philip DeGuard (decorats)

## Músiques
- Powerhouse 
Música escrita per Raymond Scott

- Egyptian Barn Dance 
Música escrita per Raymond Scott

## Premis
- El 1994, «Duck Dodgers in the 24½th Century» va ser escollida, pels especialistes de l'animació, quart entre els 50 millors dibuixos animats de tots els temps.[2]
- El 2004, el curt ha guanyat retrospectivament el Premi Hugo (premi dels millors relats de ciència), a la categoria de «millor representació dramàtica».

## Seqüeles
Aquest curtmetratge va tenir tres seqüeles, a banda d'una sèrie televisiva inspirada en el seu argument.
Els curtmetratges són:
- Duck Dodgers and the Return of the 24½th Century (1980).
- Marvin the Martian in the Third Dimension (1996), curtmetratge en 3D.
- Duck Dodgers in Attack of the Drones (2003).